# وانغ ليانغ (لاعب كرة قدم)
وانغ ليانغ (بالصينية: 王亮) (23 يوليو 1989 بداليان في الصين - ) هو لاعب كرة قدم صيني في مركز الوسط. لعب مع نادي داليان شيده وLiaoning F.C. ‏ وDalian Shide Siwu FC ‏.

## وصلات خارجية
- وانغ ليانغ (لاعب كرة قدم) على موقع قاعدة بيانات كرة القدم.إي يو (الإنجليزية)
- وانغ ليانغ (لاعب كرة قدم) على موقع Soccerway.com (الإنجليزية)